# スーパーヒーローアカデミー
スーパーヒーローアカデミー（ノルウェー語: Superheltskolen、英語: SUPERHERO ACADEMY）はSeefood TV製作のノルウェーのテレビドラマ。ノルウェーにおいてはノルウェー放送協会において放送された。日本においては2024年12月29日よりシーズン1が、2025年2月9日よりシーズン2がNHK Eテレにおいて放送が開始された。

## 概要
「スーパーヒーロー達だって学校へ行く必要はある（Even superheroes have to go to school.）」
選ばれた子ども達だけが入れるスーパーヒーローの養成学校「スーパーヒーローアカデミー」を舞台としたドラマ。特別なパワーを持つ子どもたちが一流の未来のスーパーヒーローを目指して成長する姿を描く。
今年も特別なパワーを持つスーパーヒーローの卵たちに入学案内が届き、新入生として入学することとなる。しかしブレイズは特別なパワーを持っていないのにもかかわらず、なぜか入学案内が届く。
寄宿舎で仲間と過ごす共同生活や、個性的な先生たちに教わるスーパーヒーローの授業は毎日が大騒ぎとなる。

## 登場人物
- ナレーター[2][5][6]
  - 声: 堀内賢雄

### スーパーヒーローアカデミーの生徒

#### クラスメイト
シーズン1で1年生として入学し、シーズン2で2年生へ進級。
- ブレイズ（Blaze）[2][5][6][8][9]
  - 演: Kadir Duran、声: 神本綾華
  - おならで炎が出す事が可能というスーパーパワーを持っているが、スーパーパワーにまだ慣れていないため、炎を上手くコントロールする事ができていない。
- レイモンド（Raymond）[2][5][6][8][9]
  - 演: Bjørn Isak Winther、声: 中村おとわ
  - 透視が可能というスーパーパワーを持っているが、自分に自信がなく、苦手な事物が多い。
- テレ（Tele）[2][5][6][8][9]
  - 演: Elita Marie Mack Roald、声: 川勝未来
  - 念じると物を動かす事が可能というスーパーパワーを持っているが、勉強嫌いで怠け癖がある。スーパーヴィランに少し憧れている。
- ウノ（Uno）[2][5][6][8][9]
  - 演: Nils Peder Vassnes、声: 名城怜音
  - 自分の分身をたくさん作る事が可能というスーパーパワーを持っているが、困ったことがあるとすぐに自分の分身たちに頼ってしまう。
- アルファ（Alpha）[2][5][6][8][9]
  - 演: Natalia Dellaporta、声: 木野日菜
  - 発明が得意でいろいろな薬や装置を作る事が可能というスーパーパワーを持っているが、理屈っぽく、周りと対立してしまうこともある。
- フィン（Finn）[10][11]
  - 声: 久次米渚
  - テレが好意を抱いているクラスメイト。
- ベッキー・バルーン（Becky Balloon）[12][13]
  - 声: 鷹雄葉月
  - クラスメイトの1人で、風船のように身体を膨らます事が可能というスーパーパワーを持っている。

- ウィンディ（Windy）[14][15]
  - 声: にしかわ風羽
  - クラスメイトの1人で、口から強風を吹く事が可能というスーパーパワーを持っている。ワンダとともに校内で人気者だが、何をやっても許されるとばかりにやりたい放題している。
- ワンダ（Wanda）[15][16]
  - 声: 石川桃
  - クラスメイトの1人で、手から水を出す事が可能というスーパーパワーを持っている。ウィンディとともに校内で人気者だが、何をやっても許されるとばかりにやりたい放題している。
- メガホン（Megaphone）
  - クラスメイトの1人で、メガホンのような大きな声を出す事が可能というスーパーパワーを持っている。
- フアン・ヘスス・モントーヤ
  - シーズン2第3話Bパート『宇宙から来た少年』で登場した宇宙からやってきたエイリアンの留学生[17]。

#### 1学年下の生徒達
シーズン2で1年生として入学。
- ジェニー（Jenny）[2][9][18]
  - 演: Elsa Nandi Ndimande、声: 南真由
  - シーズン2より登場している1学年下の生徒で、ジョーのめいっ子。透明人間になって姿を隠す事が可能というスーパーパワーを持っている。スーパーヴィランの一族出身。おじで管理員のジョーからヴィランにならないかと誘いを受けている。
- フレディ（Freddy）[2][9]
  - 演: Sahil Abbas、声: 榎吉麻弥
  - シーズン2より登場している1学年下の生徒で、元々スーパーパワーを持っていなかったが、アルファの飼育していたカエルに噛まれた事で、カエルのようにジャンプしたり、長い舌で物をつかまえるなどのカエルの持つ様々な能力を使う事が可能というスーパーパワーを得た。いつもマイペース。
- ソーニャ（Sonya）[2][9]
  - 演: Noelia Thorstensen、声: アナンド雪
  - シーズン2より登場している1学年下の生徒で、どんな音や人の声でも真似る事が可能というスーパーパワーを持っている。皮肉屋の一面がある。
- ポーシャ（Portia）[2][9]
  - 演: Elisa Tugsuz、声: 酒井ほのか
  - シーズン2より登場している1学年下の生徒で、違う場所に移動できるポータルを作る事が可能というスーパーパワーを持っている。少しのんびりしている。
- マグナス（Magnus）[2][9]
  - 演: Leopold Løw Thu、声: 汐見理生
  - シーズン2より登場している1学年下の生徒で、磁石のように磁性体を引き付けたりあやつったりする事が可能というスーパーパワーを持っている。
- ヤッツィー（Yatzy）[19][20]
  - 声: 夏葵
  - シーズン2より登場している1学年下の生徒で、強運のスーパーパワーを持っているが、13日の金曜日だけは運が悪い。

#### 1学年上の生徒達
シーズン1時点で2年生、シーズン2で3年生へ進級。
- フリント（Flint）[21]
  - 声: 三日尻望
  - 岩のように固い身体など岩に関するスーパーパワーを持っている。

#### 学年に言及のない生徒
- オーロラ（Aurora）[20]
  - シーズン2第9話Bパートの『ドキドキ!ダンスパーティー』で登場した生徒。

### スーパーヒーローアカデミーの教師
- ポピー校長（Poppy）[2][5][6][9][22]
  - 演: Birgitte Victoria Svendsen、声: 佐々木優子
  - スーパーヒーローアカデミーの校長先生。瞬間移動（テレポーテーション）が可能というスーパーパワーを持っているが、少しおっちょこちょいな一面がある。
- ツンドラ（Tundra）[2][9][22]
  - 演: Selome Emnetu、声: 白石涼子
  - スーパーヒーローアカデミーの教師。遺伝子操作によって生まれたスーパー戦士。厳しい性格で、生徒に対しては常にレベルアップを求める。
- サンダーボルト（Thunderbolt）[2][9][22]
  - 演: Olli Wermskog、声: 宮本崇弘
  - スーパーヒーローアカデミーの教師。電撃をあやつる事が可能というスーパーパワーを持っている。 性格はお調子者で、見えっぱり。
  - シーズン2の第2話Aパートの『サンダーボルト先生を救え!』で実は教員資格を持っていなかったという事が判明し、急きょ試験を受ける事となった[23]。
- ジョー（Joe）[2][9][22]
  - 演: John F. Brungot、声: 佐藤せつじ
  - スーパーヒーローアカデミーの学校管理員。元スーパーヴィラン。
- エルゼブブ（Elzebub）[2][9]
  - 演: Kristine Grændsen、声: 北西純子
  - シーズン2より登場しているスーパーヒーローアカデミーの教師。悪魔的なパワーを持っており、人の心に入り込む事が可能というスーパーパワーを持っている。普段は穏やかな分、怒ると怖い。

### その他の登場人物
- スーパーデューパー（Superduper）[24]
  - シーズン1第6話Bパートの『ブレイズと4人の仲間』で登場した有名なスーパーヒーロー。

## 放送
- シーズン1
  - 2024年12月29日[3] - 2025年2月2日[24]
  - NHK Eテレ 日曜日 17:25 - 17:50
- シーズン2
  - 2025年2月9日[18] - 2025年4月13日

### 日本語版制作
- 翻訳：大川直美
- 演出：カーフット善
- 音声：猪本純
- プロデューサー：岡田洋平
- 制作統括：林貴子、渡辺聡

## エピソード

### シーズン概要
| シーズン | シーズン | オリジナル版   | オリジナル版   | 日本           | 日本           | 出典   |
| シーズン | シーズン | 初回放送日     | 最終放送日     | 初回放送日     | 最終放送日     | 出典   |
| -------- | -------- | -------------- | -------------- | -------------- | -------------- | ------ |
|          | 1        | 2022年01月21日 | 2022年02月25日 | 2024年12月29日 | 2025年02月02日 | [ 25 ] |
|          | 2        | 2024年02月09日 | 2024年03月15日 | 2025年02月09日 | 2025年04月13日 | [ 26 ] |
|          | 3        | 2024年12月25日 | 2024年12月27日 | （未放送）     | （未放送）     | [ 27 ] |
|          | 4        | 2025年01月03日 | （未定）       | （未放送）     | （未放送）     | [ 28 ] |

### シーズン1
| 話数 | 日本語タイトル         | 英語タイトル              | 原題                | 日本初放送日 (JST) | 出典                |
| ---- | ---------------------- | ------------------------- | ------------------- | ------------------ | ------------------- |
| 1    | アカデミーへようこそ   | First Day of School       | Første skoledag     | 2024年12月29日     | [ 3 ] [ 25 ] [ 30 ] |
| 1    | 高いところは苦手       | The Obstacle Course       | Hinderløypa         | 2024年12月29日     | [ 3 ] [ 25 ] [ 30 ] |
| 2    | ヒーローは自慢しない   | The Supervillain          | Superskurken        | 2025年01月05日     | [ 31 ]              |
| 2    | キケンな水筒           | Urine or Uranium?         | Uran eller Urin     | 2025年01月05日     | [ 31 ]              |
| 3    | だいじなクラス写真     | The School Photo          | Klassebildet        | 2025年01月12日     | [ 32 ]              |
| 3    | ウソ発見器             | The Lie Detector          | Løgndetektoren      | 2025年01月12日     | [ 32 ]              |
| 4    | タイムマシンにおまかせ | The Time Machine          | Tidsmaskinen        | 2025年01月19日     | [ 10 ]              |
| 4    | 消えたアルバム         | Supercrime Investigation  | Superkrim           | 2025年01月19日     | [ 10 ]              |
| 5    | 完璧なヒーローネーム   | The Epic Battle           | Episk Slosskamp     | 2025年01月26日     | [ 33 ]              |
| 5    | 英雄の資格             | The Age of Valor          | Heltedåden          | 2025年01月26日     | [ 33 ]              |
| 6    | 怪力レイモンド         | Raymond's overconfidence  | Raymond får overmot | 2025年02月02日     | [ 24 ]              |
| 6    | ブレイズと4人の仲間    | Blaze & The Fantastic Few | Ildar og De fire Få | 2025年02月02日     | [ 24 ]              |

### シーズン2
| 通算話数 | シーズン話数 | 日本語タイトル             | 英語タイトル                                     | 原題                      | 日本初放送日 (JST) | 出典   |
| -------- | ------------ | -------------------------- | ------------------------------------------------ | ------------------------- | ------------------ | ------ |
| 7        | 1            | 新入生がやってきた!        | Mentor Week                                      | Superfadder               | 2025年02月09日     | [ 18 ] |
| 7        | 1            | 恐怖の部屋                 | The Chamber of Fear                              | Fryktkammeret             | 2025年02月09日     | [ 18 ] |
| 8        | 2            | サンダーボルト先生を救え!  | Thunderbolt Goes Back to School                  | Tordenbolt på skolebenken | 2025年02月16日     | [ 23 ] |
| 8        | 2            | アポカリプスの剣           | Sword of the Apocalypse                          | Apokalypsesverdet         | 2025年02月16日     | [ 23 ] |
| 9        | 3            | ロボサンダー               | Thunderbolt 2.0                                  | Tordenbolt 2.0            | 2025年02月23日     | [ 17 ] |
| 9        | 3            | 宇宙から来た少年           | The Exchange Student                             | Gutten fra Spania         | 2025年02月23日     | [ 17 ] |
| 10       | 4            | スクール・アローン         | Christmas Vacation Home Alone                    | Juleferie alene hjemme    | 2025年03月02日     | [ 35 ] |
| 10       | 4            | 消えたモルモット           | Pet Investigation                                | Marsvinmysteriet          | 2025年03月02日     | [ 35 ] |
| 11       | 5            | 炎の王様(前編/後編)        | Blazing through the Multiverse                   | Konge for en dag          | 2025年03月09日     | [ 36 ] |
| 12       | 6            | 自慢できないモンスター退治 | The Humble One                                   |                           | 2025年03月16日     | [ 37 ] |
| 12       | 6            | 眠り姫テレ                 | Tele's Eternal Sleep                             |                           | 2025年03月16日     | [ 37 ] |
| 13       | 7            | 選挙に勝つために           | The Election Campaign                            |                           | 2025年03月23日     | [ 15 ] |
| 13       | 7            | 人気者の作り方             | Project Popular                                  |                           | 2025年03月23日     | [ 15 ] |
| 14       | 8            | ヒーロー記念日             | Cape Day                                         |                           | 2025年03月30日     | [ 38 ] |
| 14       | 8            | ジョシシラミ騒動           | Cooties                                          |                           | 2025年03月30日     | [ 38 ] |
| 15       | 9            | 校長先生、散らばる         | Reconstructing Principal Poppy                   |                           | 2025年04月06日     | [ 20 ] |
| 15       | 9            | ドキドキ!ダンスパーティー  | The Prom                                         |                           | 2025年04月06日     | [ 20 ] |
| 16       | 10           | 時空を越えた戦い(前編)     | Supervillain Academy part 1: Shades of Happiness |                           | 2025年04月13日     | [ 39 ] |
| 16       | 10           | 時空を越えた戦い(後編)     | Supervillain Academy part 2: Payback Time        |                           | 2025年04月13日     | [ 39 ] |